# Ceracis californicus
Ceracis californicus är en skalbaggsart som först beskrevs av Thomas Casey 1884.  Ceracis californicus ingår i släktet Ceracis och familjen trädsvampborrare. Inga underarter finns listade i Catalogue of Life.